# Клей (окръг, Канзас)
Вижте пояснителната страница за други населени места с името Клей.
Окръг Клей (на английски: Clay County) е окръг в щата Канзас, Съединени американски щати. Площта му е 1696 km², а населението - 8625 души. Административен център е град Клей Сентър.